# Villands och Östra Göinge domsaga
Villands och Östra Göinge domsaga var en domsaga i Kristianstads län. Den bildades 1861 genom delningen av Västra och Östra Göinge häraders domsaga och Gärds, Albo och Villands häraders domsaga.
Domsagan avskaffades den 1 januari 1918 då den delades upp på två domsagor: Villands domsaga och Östra Göinge domsaga.
Domsagan lydde under hovrätten över Skåne och Blekinge.

## Tingslag
- Villands tingslag
- Östra Göinge tingslag

## Häradshövdingar
- 1861–1886: Magnus Theodor Strömberg
- 1887–1916: Carl Fredrik Wahlbom